# Ерншелдсвик
Ерншелдсвик (швед. Örnsköldsvik) град је у Шведској, у средишњем делу државе. Град је у оквиру Западнонорског округа, чији је други по величини град, али не и управно седиште (то је мањи Хернесанд). Ерншелдсвик је истовремено и седиште истоимене општине.

## Природни услови
Град Ерншелдсвик се налази у средишњем делу Шведске и источном делу Скандинавског полуострва. Од главног града државе, Стокхолма, град је удаљен 530 км северно.
Рељеф: Ерншелдсвик се развио у области Онгерман, у оквиру историјске покрајине Норланд. Подручје око града је брдско, а сам град је подигнут на веома покренутом терену. Стога се надморска висина креће 0-70 м.
Клима у Ерншелдсвику влада оштрији облик континенталне климе.
Воде: Ерншелдсвик се развио у омањем заливу већег Ботнијског залива Балтичког мора. Дато место је било добра „природна лука“. У градском залеђу смештено је мноштво малих ледничких језера.

## Историја
Подручје на месту Ерншелдсвика насељено је у време праисторије. Данашње насеље је релативно младо и јавља се у 18. веку. 1842. годин оно добија права трговишта, а 1894. године права града.
Нови препород Ерншелдсвик доживљава у крајем 19. века са проласком железнице и доласком индустрије. Тада град постаје стециште шведске индустрије дрвета. Ово благостање траје и дана-данас.

## Становништво
Ерншелдсвик је данас град средње величине за шведске услове. Град има око 29.000 становника (податак из 2010. г.), а градско подручје, тј. истоимена општина има око 55.000 становника (податак из 2010. г.). Последњих деценија број становника у граду стагнира.
До средине 20. века Ерншелдсвик су насељавали искључиво етнички Швеђани. Међутим, са јачањем усељавања у Шведску, становништво града је постало шароликије, али опет мање него у случају других већих градова у држави.

## Привреда
Данас је Ерншелдсвик савремени индустријски град са посебно развијеном индустријом (прерада дрвета, производња папира). Последње две деценије посебно се развијају трговина, услуге и туризам.

## Галерија
- Трговачка улица у старом делу Ерншелдсвика
- Градска кућа Ерншелдсвика
- Градски музеј
- Главна градска црква
- Спортска дворана „Фјелравен“